# Diplacina clymene
Diplacina clymene – gatunek ważki z rodziny ważkowatych (Libellulidae).